# Maria Jesús Medina
Maria Jesús Medina (Barcelona, 1946), és una locutora de ràdio, que treballà a l'emissora Ràdio Girona.

## Biografia
Maria Jesús Medina va néixer a Barcelona, filla d'un policia de Lleó, propietari d'una pesca salada que regentava la seva cònjuge, originaria de Saragossa. El fet de tenir pares castellanoparlants, va afavorir l'accent de Medina, qui també va aprendre català. Medina es va iniciar a la ràdio com a resultat d'una broma del Dia dels Sants Innocents, que publicà el diari Los Sitios de Gerona.
L'any 1964, Medina va començar a Ràdio Girona interpretant petits papers pel programa "Resurrèxit". Més endavant, quedà una vacant, en plegar les locutores Anna Donato i Mary Gisbert, aquesta última, marxant a l'altra emissora gironina, La Voz de Gerona. És llavors, que Medina entrà a la plantilla de Ràdio Girona, amb només 18 anys, consolidant-se com a locutora de continuïtat. Va presentar programes de cara al públic i va fer torns de continuïtat tant en les emissions d'ona mitjana (AM) de Ràdio Girona, com en les de freqüència modulada (FM), quan apareix al dial gironí. El seu programa més emblemàtic va ser durant la transició, "El plumier", un programa de divulgació per a infants compost de petites seccions, una de les quals era un conte explicat per un polític. Medina va treballar en aquesta emissora fins a l'any 1992.